# Poekilocerus pictus
Poekilocerus pictus is een rechtvleugelig insect uit de familie Pyrgomorphidae. De wetenschappelijke naam van deze soort is voor het eerst geldig gepubliceerd in 1775 door Johann Christian Fabricius.